# Friedhofskapelle (Pleystein)

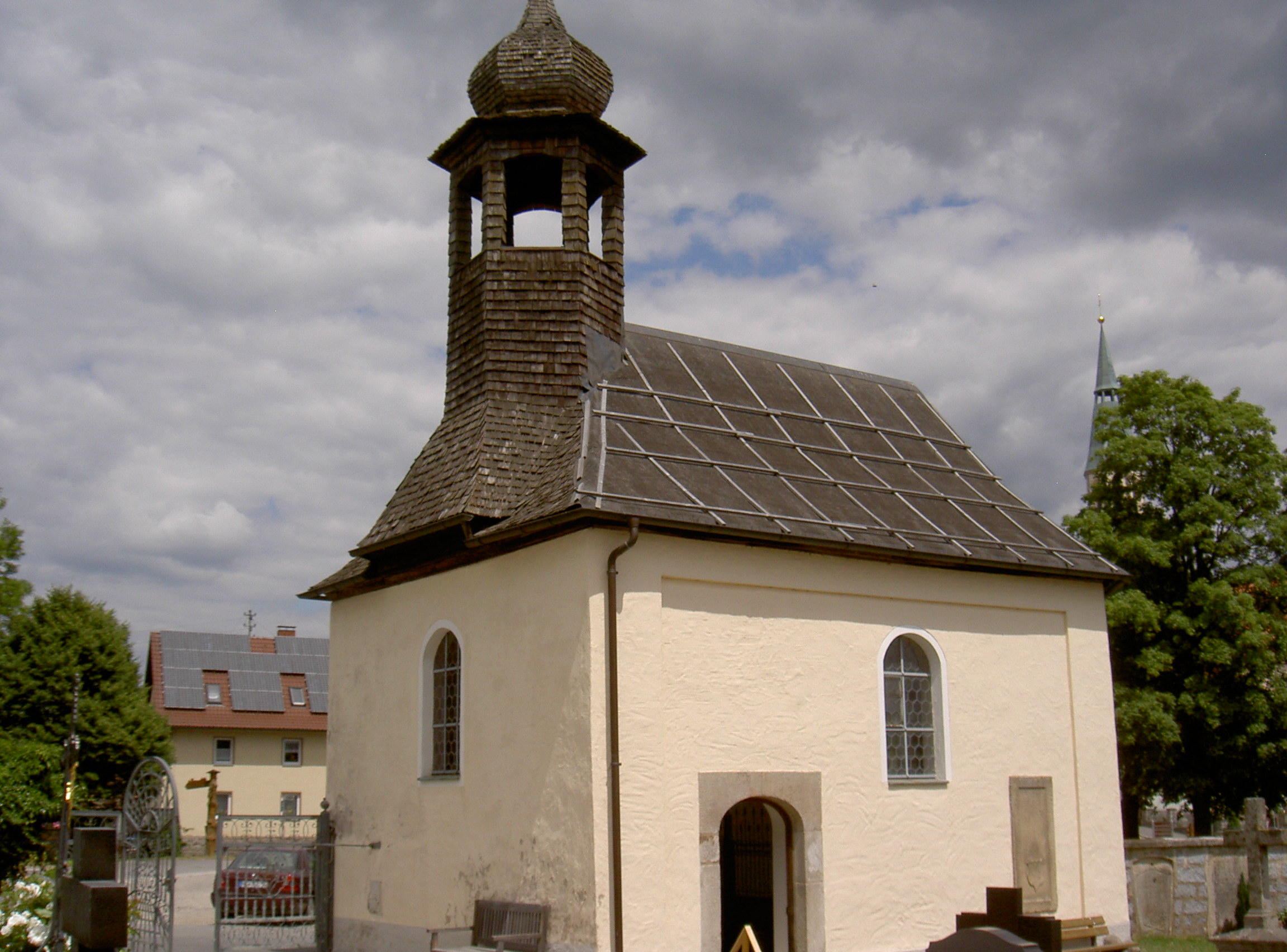
Friedhofskapelle hl. Johann von Nepomuk in Pleystein

Die Friedhofskapelle der oberpfälzischen Stadt Pleystein ist dem hl. Johannes Nepomuk geweiht. Sie wurde  Mitte des 18. Jahrhunderts errichtet. Sie gehört zu der „Pfarrei Pleystein“.

## Geschichte
Am 20. Februar 1725 wurde von dem Pfleger Schepper ein Antrag auf den Bau einer Totenkapelle in Pleystein gestellt. Begründet wurde dies damit, dass in vielen anderen Dörfern solche Kapellen stünden, in denen Messen für die armen Seelen gelesen werden. Zudem wurden Grund und Boden für die Kapelle von einer Witwe gespendet und verschiedene Wohltäter und Bruderschaften hatten sich zur Unterstützung des Baus bereit erklärt. Die Errichtung wurde von der kurpfälzischen Regierung in Neuburg unter der Bedingung genehmigt, dass Bau und Gebäudeunterhalt von den Stiftern getragen werde.
Wie aus der Jahreszahl „1750“ oberhalb des Einganges hervorgeht, wurde sie aber erst 25 Jahre nach dieser Zusage vollendet. Einnahmen kamen aus zugesagten Spenden und einem Opferstock. 1812 fand eine erste Renovierung statt. Eine Franziska Vitzthum schenkte 1829 ein Messgewand und 1844 einen Betschemel der Kapelle, beides hatte sie von dem verstorbenen Abt Magnus Singer geerbt.

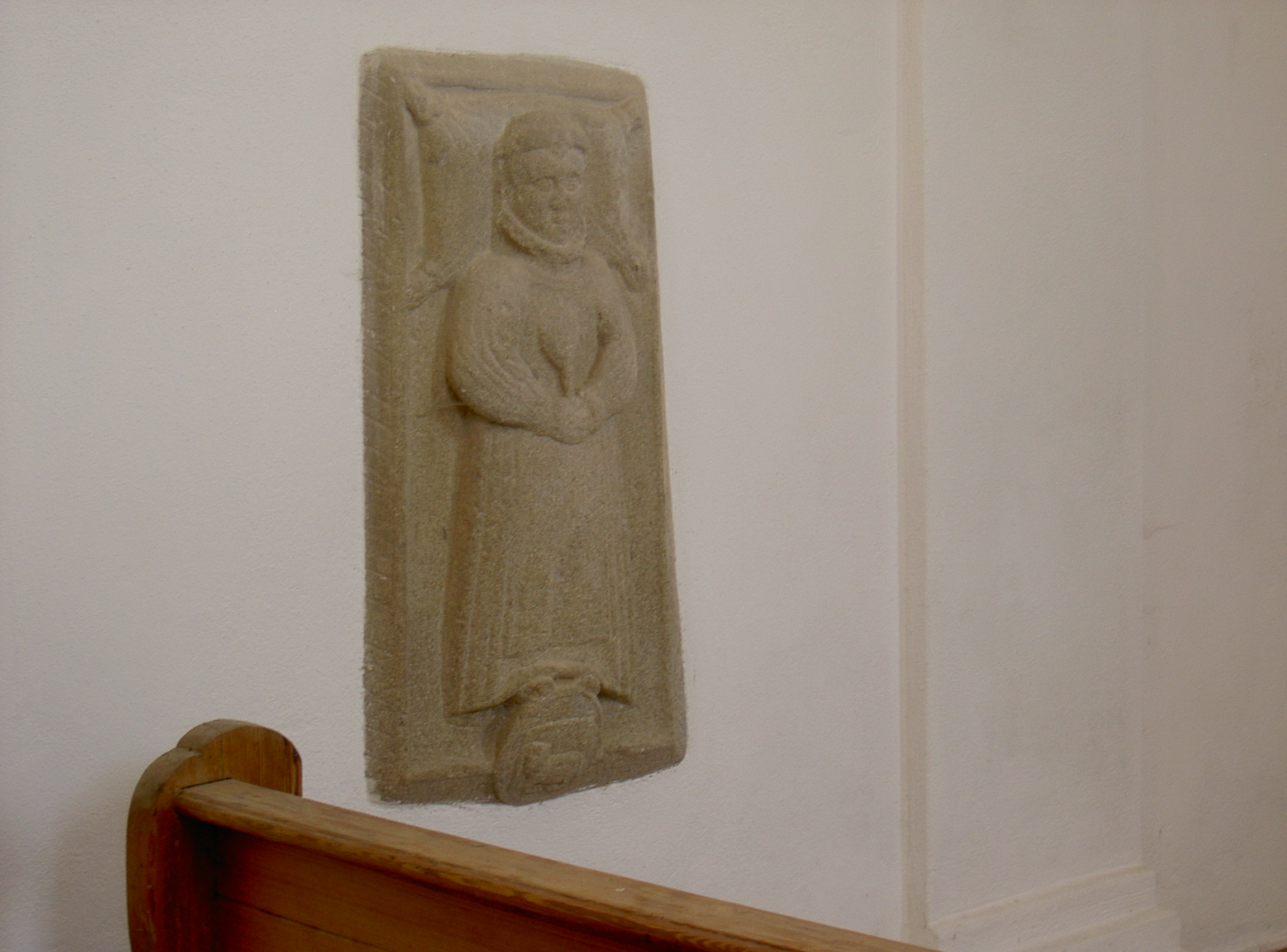
Grabstein eines 1596 verstorbenen Pfarrersohns

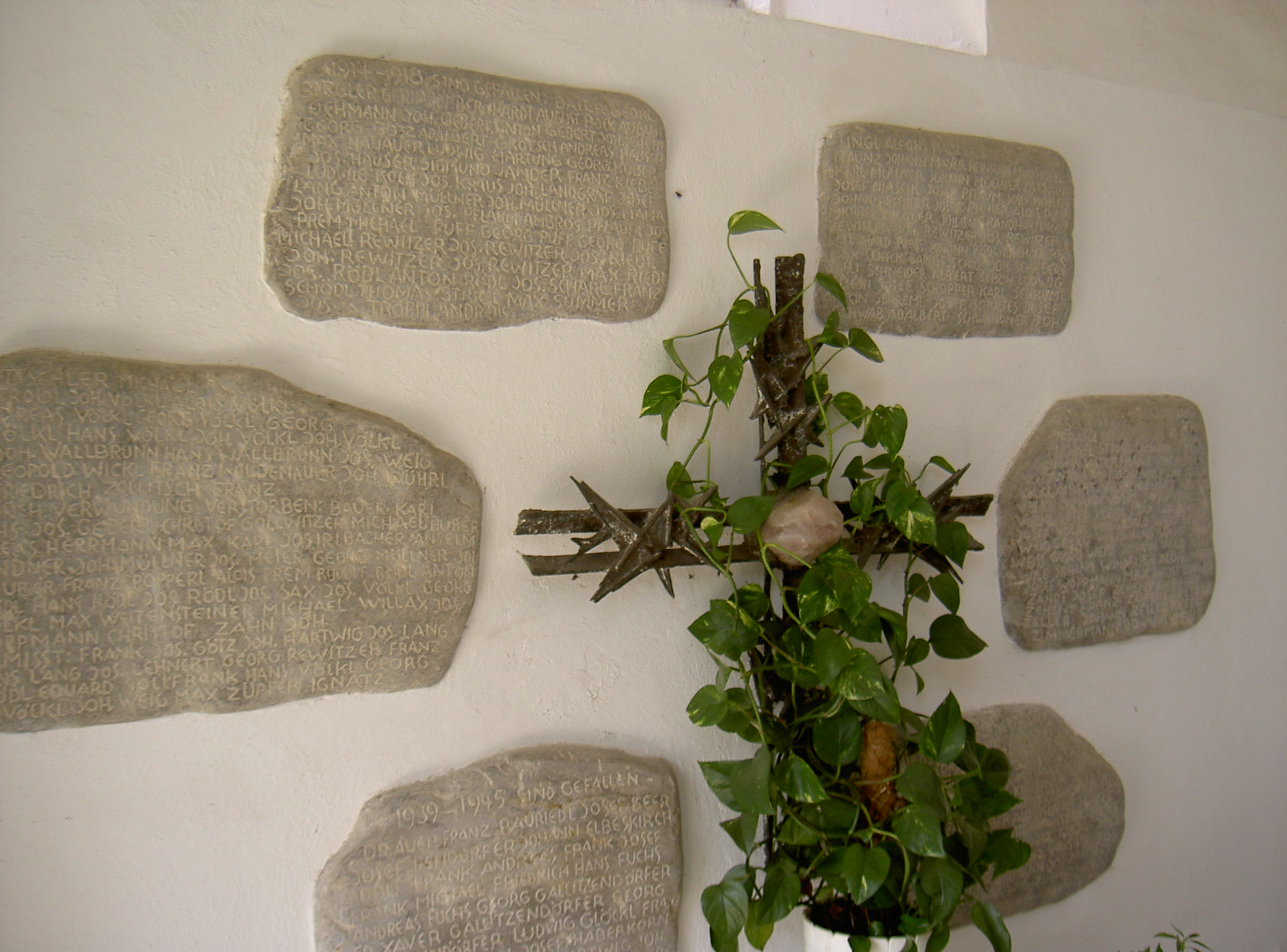
Gedenkstätte für die Gefallenen der beiden Weltkriege

Eine grundlegende Renovierung fand 1964/65 statt; Stattpfarrer Wittmann regte dabei an, statt eines Kriegerdenkmals die Friedhofskapelle als Gedenkstätte für die Gefallenen zu gestalten.
Bei diesen Arbeiten wurden wertvolle Epitaphien gefunden, die jetzt an den Innen- und Außenwänden der Kapelle angebracht sind. Ein unter dem Altarsockel gefundener Grabstein trug in einem Fries die Aufschrift, Welche Christlich leben, die merk eben, werden selig sterben und den Himmel erben. Mattias Voith, vixit annos L. V., obiit Junii MDCXVII, Der Dot gewis, ungewiss der Dag, die Stund auch niemand wissen mag, gedenk und sei from dabei, das jede Stund die lecte sei. Das Wappenbild in einem Wappenschild ist abgeschlagen. Ein Grabstein, der aus dem Boden der Kapelle geborgen wurde, trägt die Buchstaben H W B, die Jahreszahl 1695 und das Wappen der Bäckerzunft. Im Inneren der Kapelle ist jetzt auch ein weiterer Grabstein angebracht. Er wurde für den Sohn des Pfarrers Miesel angefertigt, der am 3. Mai 1596 verstorben ist. Das Kind ist mit einem langen Kleid mit weiten Ärmeln und einem Schurz bekleidet, der Kopf ruht auf einem Kissen mit Quasten. Zu Füßen des Kindes ist eine Pax-Scheibe mit einem ruhenden Lamm abgebildet, eine Umschrift enthält den Text, IDA LAURENT MORTE MYSELII PASTORIS PRIMUS FILIUS HIC RECIBAT 1596 5 APRILIS. An der westlichen Außenwand ist das Bruchstück eines Epitaphs mit dem Wappen der Familie von Königsfeld angebracht, das 1964 in einem Bauernhof gefunden wurde. Auch an der Friedhofsmauer lehnen Grabsteine, die früher als Türschwellen benutzt worden waren; eine trägt die Jahreszahl 1515, eine andere den Namen Hans von Beureit und das Steinmetzzeichen des Christoph Herong von 1650; auch die Türgerüste sind aus Grabsteinen gefertigt.
Die Einweihung der renovierten Kapelle fand am 18. Juli 1965 statt.

## Kapellengebäude
Die Kapelle ist ein Walmdachbau und besitzt Putzfelderungen. Die Sakristei ist dreiseitig geschlossen, auf dem Dach befindet sich ein schindelgedeckter Dachreiter mit  einer Zwiebelhaube, die von einer Kupferspitze und einer Windfahne abgeschlossen wird. Über dem Eingangsportal ist die Jahreszahl „1750“ zu lesen.
Die Friedhofskapelle liegt inmitten des Friedhofs von Pleystein. Die Friedhofsmauer wurde aus Bruchsteinen im 18. und 19. Jahrhundert errichtet.

## Innenausstattung
Das barocke Altarbild zeigt den hl. Johannes Nepomuk. Davor befindet sich ein geschmiedetes Speisgitter. Erwähnenswert ist auch der Opferstock aus Granitquadern mit einem Metallaufsatz und einem Verschlussmechanismus mit der Jahreszahl „1776“.
Das Kriegerdenkmal in der Kapelle besteht aus Steinplatten mit den Namen der Gefallenen des 1. und des 2. Weltkriegs, die um ein mittig liegendes Metallkreuz mit Dornen angeordnet sind.